# (174801) Etscorn
(174801) Etscorn est un astéroïde de la ceinture principale.

## Description
(174801) Etscorn est un astéroïde de la ceinture principale. Il fut découvert le 23 novembre 2003 à Etscorn par W. H. Ryan. Il présente une orbite caractérisée par un demi-grand axe de 2,35 UA, une excentricité de 0,19 et une inclinaison de 4,2° par rapport à l'écliptique.

## Compléments